# Гуго, Густав фон
Густав фон Гуго (нем. Gustav von Hugo; 23 ноября 1764, Лёррах, — 15 сентября 1844, Гёттинген) — немецкий юрист, основатель исторической школы права.

## Биография
После окончания гимназии в Карлсруэ поступил в 1782 году в Гёттингенский университет, где в течение трёх лет изучал право.
Он принял приглашение стать наставником князя Анхальт-Дессау, а также получил степень доктора юридических наук в Университете Галле в 1788 году.
В этом же году Гуго зовут обратно в Гёттинген на должность экстраординарного профессора права. В 1792 году он стал там ординарным профессором.
Густава Гуго связывала дружба с профессорами филологии — братьями Якобом и Вильгельмом Гримм, с которыми он много лет вёл переписку.

## Основные идеи
В предисловии к своей «Beiträge zur civilistischen Bucherkenntniss der letzten vierzig Jahre» (1828—1829) Густав фон Гуго дал очерк сорока́ лет преподавания гражданского права в Гёттингенском университете в то время.
Сложившиеся элементы римского и германского права, без критического и дифференцированного подхода, были мало пригодны для практических нужд, в результате трудно было сказать, на что следовало ориентироваться — историческую правду или существующую практику.
В результате вкравшиеся при передаче от человека к человеку ошибки в понимании правовых элементов привели к использованию даже лучшими учителями необъективных приёмов и средств, ставших традиционными.
Густав Гуго стал бороться с этим злом, положив начало исторической школе права, которой дал дальнейшее развитие Савиньи. Его главными трудами можно назвать «Lehrbuch eines civilistischen Cursus», в семи томах, 1792—1821), в котором был хорошо описан его новый подход к пониманию права, а также «Zivilistisches Magazin» (в шести томах, 1790—1837).
Гуго оспаривал основные положения теории естественного права и полностью отвергал концепцию общественного договора. Подлинным источником права считал исторически сложившийся обычай.
Он был подвергнут критике и насмешкам Карлом Марксом в «Rheinische Zeitung» за оправдание для власти «права на произвол», то есть, за одобрение социальной несправедливости и эксплуатации просто потому, что учреждения, которые производят их, существуют.